# When your lonely heart breaks
When your lonely heart breaks is een lied dat werd geschreven door Neil Young. Samen met Crazy Horse bracht hij het voor het eerst in 1987 uit, op hun album Life. Tien jaar later, in 1997, maakte het deel uit van zijn rockumentary en livealbum Year of the horse. Ook verscheen een radiosingle die van dat livealbum afkomstig is.
In het lied raadt Young mensen met een gebroken hart aan om niet huilend op een ex-geliefde te blijven wachten. Verlies geen tijd maar ga verder, aldus Young.
Het is een ballad waarin zijn stem wordt ondersteund door een keyboard. De albumversie wijkt niet veel af van de liveversie. Op de achtergrond is de samenzang van de leden van Crazy Horse te horen.